# Gym & Dans Vlaanderen
Gym & Dans Vlaanderen was een Vlaamse sportbond voor gymnastiek.

## Historiek
De organisatie werd opgericht in 1978 als de naam Katholieke Vlaamse Turnfederatie (KVT) als Vlaamse pijler van de Koninklijke Belgische Katholieke Culturele Turn- en Sportfederatie (KBKCTSF). Voorzitter was Achille Diegenant. Later werd de naam gewijzigd in Turnsport Vlaanderen en vanaf 15 mei 2007 ging ze door het leven als Gym & Dans Vlaanderen. Op 1 januari 2008 ging de organisatie op in GymnastiekFederatie Vlaanderen (Gymfed).